# 沪南公路
沪南公路（外环以北称沪南路），是位于上海市的一条省级公路，被编为上海省道122。该道路西北端至浦东新区龙阳路、浦建路交会处，东南端至浦东新区惠南镇川南奉公路（后延伸到两港公路），经过浦东新区等行政区，全长45.1公里，以起讫地简称和首字得名。1936年，由浦东长途汽车公司筹资，开始建设，因抗日战争中断。1946年重建，1947年建成。1949年5月，上海解放战斗期间，国军部队毁坏道路，后重修。原名浦建路、上南县道，1949年改为今名。1993年实施拓宽改建，1994年完工。

## 主要交会道路（西北向东南）
- 龙阳路（内环高架路）接浦建路
- 芳华路
- 高科西路
- 莲安东路/成山路
- 陈春东路/陈春路
- 华夏西路（中环路）
- 御桥路
- 康桥路
- 外环高速
- 秀沿路
- 秀浦路
- 上南路
- 年家浜路
- 周祝公路/江月东路
- 康沈路
- 沈杜公路
- 鹤涛路
- 下盐路
- 鹤立东路/鹤立西路
- 航三路
- 航头路
- 航南公路
- 康新公路/新奉公路
- 申江南路
- 沪芦高速（沪南立交桥）
- 六奉公路
- 南六公路/南芦公路
- 大川公路
- 南祝路/南团公路
- 川南奉公路
- 上海绕城高速
- 老芦公路
- 两港公路

## 轨道交通
- 芳华路口：7芳华路站
- 陈春路口：13陈春路站
- 秀沿路口：18康桥站
- 繁荣路口：18繁荣路站
- 沈梅路口：18沈梅路站
- 鹤涛路口：18鹤涛路站
- 鹤立东路口：18下沙站
- 航头路口：18航头站